# Maria Daniela Raineri
Maria Daniela Raineri (1968) è una scrittrice e sceneggiatrice italiana.

## Opere
- Meno male che ci sei (2007) (da cui è tratto il film Meno male che ci sei), casa editrice Sperling & Kupfer, collana Serial
- Più bella di così (2008), casa editrice Sperling & Kupfer, collana Pandora
- Se fosse tutto facile (2010), casa editrice Sperling & Kupfer, collana Pandora
- Un lungo istante meraviglioso (2015), casa editrice Sperling & Kupfer, collana Pandora

## Film tratti dai romanzi
- 2009 - Meno male che ci sei